# Tony Shaw
Pour les articles homonymes, voir Shaw.

a Compétitions nationales et continentales officielles uniquement.

b Matchs officiels uniquement.
Anthony (Tony) Alexander Shaw, né le 23 mars 1953 à Brisbane, est un ancien joueur de rugby à XV australien, qui jouait avec l'équipe d'Australie au poste de troisième ligne aile. 

## Carrière

### En club
- Queensland Reds

### En équipe nationale
Il a effectué son premier test match le 10 novembre 1973 contre l'équipe du Pays de Galles, et son dernier test match le 10 juillet 1982 contre l'équipe d'Écosse.

## Palmarès

### En club
- 112 matchs avec les Queensland Reds

### En équipe nationale
- Nombre de matchs avec l'Australie : 36

2 en 1973, 5 en 1975, 8 en 1976, 5 en 1978, 5 en 1979, 4 en 1980, 5 en 1981, 2 en 1982